# ريتشل كوربيت
ريتشل كوربيت (بالإنجليزية: Rachel Corbett)‏ هي صحفية أسترالية، ولدت في 11 مارس 1981 في سيدني في أستراليا.

## وصلات خارجية
- الموقع الرسمي
- ريتشل كوربيت على موقع IMDb (الإنجليزية)
- ريتشل كوربيت على موقع قاعدة بيانات الفيلم (الإنجليزية)